# Pokémon, le film : Diancie et le Cocon de l'annihilation
 (octobre 2015).
Si vous disposez d'ouvrages ou d'articles de référence ou si vous connaissez des sites web de qualité traitant du thème abordé ici, merci de compléter l'article en donnant les références utiles à sa vérifiabilité et en les liant à la section « Notes et références ».
Pokémon, le film : Diancie et le Cocon de l'Annihilation (ポケモン・ザ・ムービーXY 「破壊の繭とディアンシー」, Pokemon Za Mūbī Ekkusu Wai "Hakai no Mayu to Dianshī") est un film d'animation japonais réalisé par Kunihiko Yuyama, sorti en juillet 2014. Il s'agit du 17e film Pokémon et le premier de la série XY. Dans ce film, Sacha et ses amis se retrouvent une fois de plus embarqués dans de folles aventures où de fabuleux Pokémon légendaires entrent en scène. Le film est diffusé en version française sur Gulli en mars 2015, puis publié en DVD par Francetv Distribution en novembre 2015.
Une adaptation en manga par Kenji Kitamura est publiée en 2014 par Shogakukan au Japon et en 2015 par Kurokawa en version française.

## Synopsis
Diancie est un fabuleux Pokémon qui est la princesse du royaume des diamants. Ce royaume est essentiellement constitué de Stassie. Cependant, le joyau qui permet à ce royaume de ne pas disparaître est en train de mourir et c'est à Diancie de le restaurer. Cependant, cette dernière n'a pas assez d'énergie pour accomplir la renaissance du joyau et elle part donc à la recherche de Xernéas, qui grâce à son mystérieux pouvoir, lui permettrait d'avoir la force suffisante pour sauver son royaume. Par pur hasard, alors qu'elle est traquée par deux frère et sœur ennemis, elle va croiser Sacha et ses amis qui vont la défendre. Le périple se poursuit alors que Diancie cherche Xernéas (qu'elle peut repérer grâce à l'aura féerique qu'il dégage). Le groupe se retrouve dans une forêt sombre et interdite car elle a été ravagée par un incendie. Cependant, Xernéas est dans cette forêt ainsi que la Team Rocket et les bandits voulant Diancie car elle a le pouvoir de créer des diamants à volonté. Durant un affrontement entre les méchants et Sacha, Séréna, Clem et Lem, un mystérieux cocon se réveille et se fissure. Yveltal, le pokémon légendaire sort de son sommeil et transforme en pierre une partie de la forêt ainsi que des Pokémon dont Pikachu... La situation semble perdue lorsque Xernéas apparaît et calme Yveltal qui retourne sous la forme de cocon. Il offre ensuite le pouvoir nécessaire à Diancie, puis libère de la pierre la forêt et les Pokémon avant de retourner sous la forme d'arbre. Diancie réussi à sauver son royaume à temps et après l'adieu habituel de chaque film, Sacha et ses amis reprennent leur route.

## Distribution

### Voix en français
- Aurélien Ringelheim: Sacha
- Sophie Frison	: Serena
- Thibaut Delmotte	: Lem
- Elsa Poisot	: Clem
- Catherine Conet	: Jessie
- David Manet	: James
- Philippe Tasquin	: Miaouss
- Béatrice Wegnez	: Diancie
- Michel Hinderyckx	: Narrateur, voix de Pokémon
- Alessandro Bevilacqua	: Tibère
- Jean-Michel Vovk	: Noble L'Ancien
- Maïa Baran : Mila Dacier
- Patrick Brüll : Richard Dacier
- Véronique Biefnot : Xerneas
- Sophie Landresse : Marissa
- Grégory Praet : Lance
- Julie Basecqz	: voix de Pokémon
- Delphine Chauvier	: Voix de Pokémon
- Frédéric Clou	: voix de Pokémon
- Jean-Marc Delhausse : voix de Pokémon
- Fabienne Loriaux	: Voix de Pokémon

Version francophone (belge)
- Studio de doublage : SDI Media Belgium
- Direction de doublage	: Jean-Marc Delhausse
- Adaptation française:	Sophie Servais
- Adaptation des chansons : Marie-Line Landerwijn
- Générique VF interpreté par : 
  - Tony Kabeya (générique de début)
  - Stéphanie Vondenhoff (générique de fin)

## Personnages

### Humains
- Sacha
- Séréna
- Clem
- Lem
- Jessie et James
- Marissa et Lens
- Richard et Mila d'Acier
- Astrid et Uschi
- Thyméo et Dianthéa

### Pokémon

#### Sauvages
Piafabec, Sabelette, Sablaireau, Nidoran mâle, Mystherbe, Evoli, Fouinette, Noarfang, Teddiursa, Ursaring, Zigzaton, Linéon, Goélise, Étourmi, Mustéflott, Lépidonille, Prismillon, Flabébé, Floette, Cabriolaine, Chevroum, Fluvetin, Golgopathe, Stassie, Sonistrelle, Xernéas, Yveltal, Diancie et Méga-Diancie.

#### De Sacha et ses amis
Pikachu (Sacha), Marisson (Lem), Feunnec (Séréna), Grenousse, Braisillion et Brutalibré (Sacha), Dédenne (Lem).

#### D'ennemis de Sacha ou de Diancie
Miaouss et Qulbutoké (Team Rocket), deux Ninjask (Lens), Yanmega (Marissa), Blindépique (Mila), Goupelin (Marissa), Amphinobi (Lens), Monorpale, Dimoclès et Exagide (Richard), Sépiatop (Team Rocket).

#### De dresseurs
Pikachu (Uschi), deux Mystherbe, Pharamp, Cizayox et Méga-Cizayox (Thyméo), Gardevoir et Méga-Gardevoir (Dianthéa), Azurill, Skitty, Absol et Méga-Absol (Astrid), Miradar, Némélios (Astrid), Psystigri, Mistigix (Astrid), deux Sucroquin, Cupcanaille. 

## Commun avec la série animée
Grenousse ayant déjà appris à utiliser Coupe et Serena n'ayant pas encore son Pandespiègle, cela place le film soit entre les épisodes 837 et 838, soit entre les épisodes 841 842, ou entre les épisodes 843 et 846, car les autres sont dans la continuité les uns des autres.